# اگر ازم می‌خواستی
«اگر ازم می‌خواستی» (به انگلیسی: If You Asked Me To) تک‌آهنگی از هنرمند اهل ایالات متحده آمریکا پاتی لابل است که در ۱۲ ژوئن ۱۹۸۹ منتشر شد.
این تک‌آهنگ در چارت‌های در رتبه اول و در چارت‌های جزو ده ترانه اول قرار گرفت.